# マーハム・アナガ

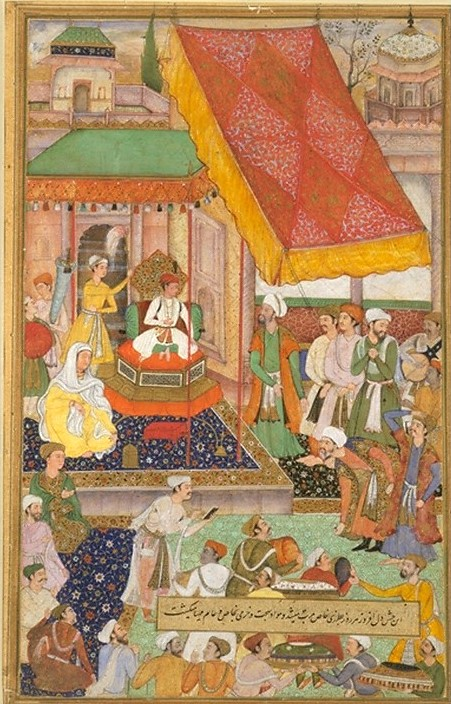
息子アドハム・ハーンの結婚式に出席するマーハム・アナガ

マーハム・アナガ（Maham Anaga, 生年不詳 - 1562年6月）は、北インド、ムガル帝国の皇帝アクバルの乳母。乳母頭でもある。

## 生涯
皇帝アクバルの乳幼児期、マーハム・アナガは乳母頭として乳母を務めた。だが、このときはまだ彼女に権力はなかった。
1556年以降、宰相バイラム・ハーンが権力を握っていたが、アクバルは次第にその掣肘が煩わしくなり、母のハミーダ・バーヌー・ベーグムや乳母頭のマーハム・アナガ、その息子（アクバルにとっては乳兄弟）のアドハム・ハーンに相談し始めた。その結果、マーハム・アナガは皇帝の信頼を得ることに成功し、バイラム・ハーンの失脚を企てるに至った。
1560年3月、マーハム・アナガはデリーの長官シハーブッディーン・アフマド・ハーンと連絡を取り合って、バイラム・ハーンの失脚計画を実行した。まず、アクバルはバイラム・ハーンとともにアーグラを離れて狩りに出かけさせ、彼女はデリーにいるアクバルの母が病に倒れたとの嘘の知らせをアクバルに入れた。アクバルは病気見舞いを口実にバイラム・ハーンのもとを離れてデリーに向かい、バイラム・ハーンはアーグラへと戻った。
だが、計画したのがマーハム・アナガだと分かった場合、彼女はバイラム・ハーンに報復される可能性があった。そこで、彼女はアクバルを一旦デリーの外に出させ、そこからバイラム・ハーンとのやり取りをさせた。こうして、アクバルはバイラム・ハーンの解任を宣言し、バイラム・ハーンもこれを了承し、クーデターは成功したのである。
バイラム・ハーンが失脚したことにより、マーハム・アナガは政権の最高権力者となった。彼女は自分の子飼いのバハードゥル・ハーンを新宰相としたが、これがバイラム・ハーンのプライドを傷つけた原因の一つとなり、彼は反乱を起こした。バイラム・ハーンの反乱は半年続いたが、何とか鎮圧され、マーハム・アナガの政権は保たれた。
だが、マーハム・アナガの息子でアクバル乳兄弟たるアドハム・ハーンがその立場を危うくした。同年にアドハム・ハーンはマールワーへと遠征に行き、1561年に同地方を占領したがさまざまな失態を犯し、君主に戦利品を全て送る慣習を破ったことは重大だった。アクバルは当然この権利を主張し、自らマールワーに向かいその独善を抑えたため、アドハム・ハーンとの仲は非常に悪くなった。

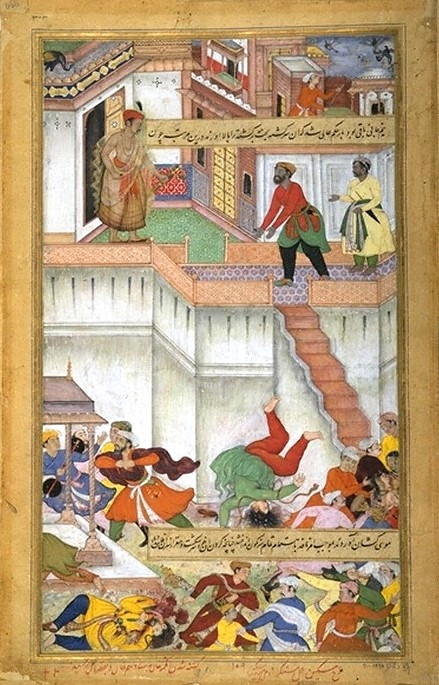
処刑されるアドハム・ハーン（アクバル・ナーマ）

1561年末、アクバルはマーハム・アナガ子飼いの宰相バハードゥル・ハーンを罷免し、アトガ・ハーンを宰相に任命した。先帝フマーユーン以来の重臣である彼はマーハム・アナガ一派に対抗しうる存在で、彼の妻ジージー・アナガもアクバルの乳母だったため、アクバルから彼は「養父」と呼ばれていた。同様の重臣ムヌイム・ハーンはアトガ・ハーンとの対立から、アドハム・ハーンにその暗殺を唆した。調子に乗りやすかったアドハム・ハーンはムヌイム・ハーンに唆され、彼自身もアトガ・ハーンが宰相であることが気にくわなかったため、その暗殺を計画した。
1562年5月16日、アドハム・ハーンは大勢の部下を連れ、アーグラ城の公謁殿で会合をしていたアトガ・ハーンを短剣で刺し殺してしまった。アクバルはこれに激怒し、アドハム・ハーンの顔面を殴って倒すと、テラスから2度にわたり突き落とさせて処刑した。
マーハム・アナガはこのときデリーにいたが、アドハム・ハーンの処刑を聞いてすぐさまデリーへと駆けつけた。彼女はアクバルと面会すると、アクバルは自ら丁寧に事の次第をすべて話した。彼女はただ「陛下はよくなさいました」と言っただけだった。
マーハム・アナガはこの事件から立ち直ることが出来ず、それから40日後に息子の後を追うように死亡した。この事件とマーハム・アナガの死により、アクバルはようやく帝国の実権を握ることが出来た。